# Oospila confluaria
Oospila confluaria är en fjärilsart som beskrevs av W. Warren 1906. Oospila confluaria ingår i släktet Oospila och familjen mätare. Inga underarter finns listade i Catalogue of Life.